# Fascistische jaartelling

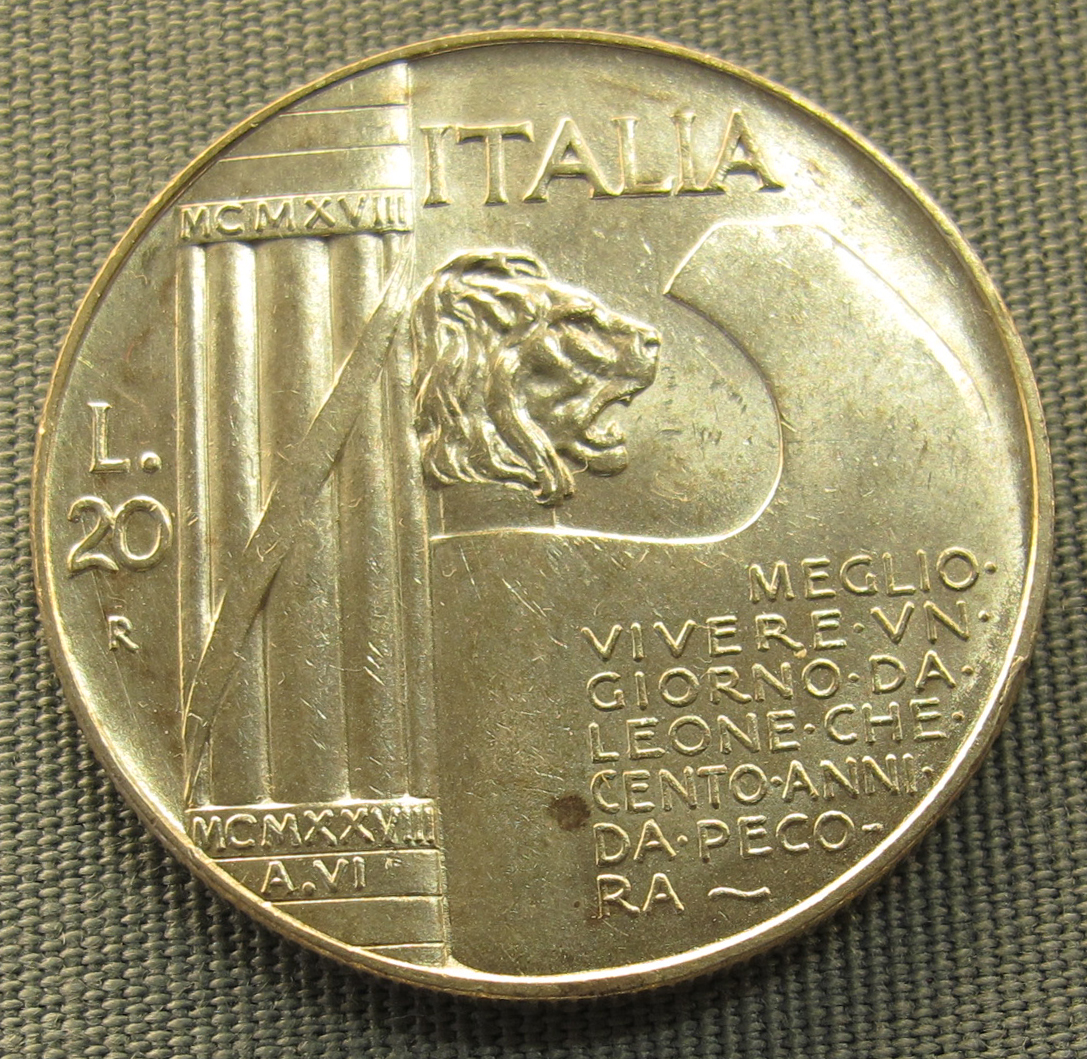
Een Italiaanse munt uit 1928 met zowel gregoriaanse (MCMXXVIII) als fascistische (A.VI) datering

De fascistische jaartelling (Italiaans: Era Fascista, E.F.) was een tijdrekening die tijdens het bewind van Benito Mussolini in Italië werd gebruikt naast de christelijke jaartelling. Als startpunt van deze jaartelling werd de Mars op Rome genomen, die plaatsvond op 28 oktober 1922 en als beginpunt van het Italiaanse fascisme werd gezien.
De gebruikte kalender bleef de gregoriaanse kalender, alleen het jaartal werd op een andere wijze weergegeven. Over het algemeen gebruikte men een dubbele notatie: in Arabische cijfers de christelijke jaartelling en in Romeinse cijfers de fascistische jaartelling erachter.
De fascistische jaartelling werd voor het eerst gebruikt 25 december 1926 en het gebruik ervan werd verplicht vanaf 29 oktober 1927 (de eerste dag van het jaar VI van de fascistische jaartelling). De jaartelling bleef in gebruik gedurende het bestuur van Mussolini en tijdens het bestaan van de Italiaanse Sociale Republiek tot deze eindigde in april 1945.
Op gebouwen uit de fascistische periode zijn nog steeds dateringen te vinden als Anno IV E.F.